# Reggenza di Mappi
La reggenza di Mappi (in indonesiano: Kabupaten Mappi) è una reggenza dell'Indonesia, situata nella provincia di Papua meridionale.